# 奥克萨娜·巴尤尔
奥克萨娜·塞爾希伊芙娜·巴尤尔（羅馬化：Oksana Serhiivna Baiul；1977年11月16日—），乌克兰花样滑冰运动员，曾獲1993年世界錦標賽與1994年冬季奧運會冠軍。至目前為止，她是唯一一位代表烏克蘭奪得奧運花式滑冰金牌的選手。

## 早年生活
巴尤爾生於蘇聯烏克蘭蘇維埃社會主義共和國第聶伯羅彼得羅夫斯克，兩歲那年父母離異，父親謝爾蓋（Sergey）從此消失在她生命中，她由擔任法語教師的母親瑪莉娜（Marina）與外祖父母扶養長大。她外祖父母在1987、1988年相繼過世，向來健康的母親也於1991年因卵巢癌猝逝。巴尤爾的父親出現在母親的葬禮上，但是她不想與他有瓜葛。

## 滑冰生涯
巴尤尔以突出的艺术表现闻名。她在1994年冬奥会短节目的黑天鹅和答谢表演的白天鹅两套节目，以良好的芭蕾舞功底和纯洁的形象成为花样滑冰历史上的经典之作。

## 私生活
1997年1月，巴尤爾在康乃狄克州酒駕撞樹被捕。指控在宣告緩刑及完成酒駕教育課程後撤銷，但她依然酗酒，直到該年5月接受為期兩個半月的戒酒課程。在一場2004年的訪談中，巴尤爾表示自己近六年來都很清醒，還下評論說：「這比奧運金牌還重要。」
巴尤尔目前居住在美国新泽西州。

## 賽事成績
| 國際   | 國際    | 國際    | 國際    | 國際    | 國際    |
| 賽事   | 1989–90 | 1990–91 | 1991–92 | 1992–93 | 1993–94 |
| ------ | ------- | ------- | ------- | ------- | ------- |
| 冬奧   |         |         |         |         | 1st     |
| 世錦賽 |         |         |         | 1st     |         |
| 歐錦賽 |         |         |         | 2nd     | 2nd     |
| 美國盃 |         |         |         |         | 1st     |
| 國際盃 |         |         | 4th     |         | 2nd     |
| 國內   |         |         |         |         |         |
| 烏錦賽 |         |         |         | 1st     | 1st     |
| 蘇錦賽 | 12th    | 10th    |         |         |         |

## 資料來源
1. 1 2  Longman, Jere. . The New York Times. February 6, 1994  [2014-02-23]. （原始内容存档于2019-11-30）.
2. ↑  Viktor Petrenko represented the Unified Team when he won gold at the 1992 Olympics.
3. ↑  . Wikipedia.   [December 4, 2012]. （原始内容存档于2021-03-03）.
4. 1 2 3 4  Hersh, Philip. . Chicago Tribune. March 17, 2004  [October 21, 2009]. （原始内容存档于2012-04-06）.
5. ↑  Bondy, Filip. . The New York Times. April 23, 1993  [2014-04-15]. （原始内容存档于2019-11-29）.
6. 1 2  . Njjewishnews.com. June 9, 2005  [2014-04-15]. （原始内容存档于2011-07-24）.
7. ↑  . 人物. February 10, 1997  [2014-04-15]. （原始内容存档于2016-03-04）.
8. ↑  . The Jewish Week. February 16, 2007  [2014年4月15日]. （原始内容存档于2007年10月6日）.
9. ↑  Longman, Jere. . The New York Times. October 16, 1998  [January 4, 2011]. （原始内容存档于2019-11-29）.